# لامبروس بوليتيس
لامبروس بوليتيس هو لاعب كرة قدم يوناني في مركز الوسط، ولد في 12 سبتمبر 1995 في خالكيذا في اليونان. لعب مع نادي أبولون سميرني.